# Glandularia
Glandularia es un género de plantas herbáceas anuales y perennes de la familia de las Verbenaceae nativas de América. Comprende 104 especies descritas y de estas, solo 87 aceptadas.

## Taxonomía
El género fue descrito por Johann Friedrich Gmelin y publicado en Systema Naturae . . . editio decima tertia, aucta, reformata 2: 886, 920. 1791[1792]. La especie tipo es: Glandularia carolinensis J.F. Gmel. 

## Especies aceptadas
- Glandularia alejandrana  B.L.Turner
- Glandularia amoena  (Paxton) Umber
- Glandularia araucana  (Phil.) Botta
- Glandularia aristigera  (S.Moore) Tronc.
- Glandularia aurantiaca  (Speg.) Botta
- Glandularia bajacalifornica  (Moldenke) Umber
- Glandularia ballsii  (Moldenke) Botta
- Glandularia bipinnatifida  (Nutt.) Nutt.
- Glandularia brachyrhynchos  G.L.Nesom & Vorobik
- Glandularia cabrerae  (Moldenke) Botta
- Glandularia canadensis  (L.) Nutt.
- Glandularia cheitmaniana  (Moldenke) Botta & Poggio
- Glandularia crithmifolia  (Gillies & Hook.) Schnack & Covas
- Glandularia delticola  (Small) Umber
- Glandularia dissecta  (Willd. ex Spreng.) Schnack & Covas
- Glandularia elegans  (Kunth) Umber
- Glandularia flava  (Gillies & Hook.) Schnack & Covas
- Glandularia glandulifera  (Moldenke) Ragonese
- Glandularia gooddingii  (Briq.) Solbrig
- Glandularia guaranitica  Tronc.
- Glandularia hasslerana  (Briq.) Tronc.
- Glandularia herteri  (Moldenke) Tronc.
- Glandularia hookeriana  Covas & Schnack
- Glandularia incisa  (Hook.) Tronc.
- Glandularia kuntzeana  (Moldenke) Tronc.
- Glandularia laciniata  (L.) Schnack & Covas  - sandía-lahuén del Perú[4]
- Glandularia lilacina  (Greene) Umber
- Glandularia lilloana  (Moldenke) Botta
- Glandularia lipozygoides  (Walp.) L.E.Navas
- Glandularia macrosperma  (Speg.) Tronc.
- Glandularia maritima  (Small) Small
- Glandularia marrubioides  (Cham.) Tronc.
- Glandularia megapotamica  (Spreng.) Cabrera & G.Dawson
- Glandularia mendocina  (Phil.) Covas & Schnack
- Glandularia microphylla  (Kunth) Cabrera
- Glandularia nana  (Moldenke) Tronc.
- Glandularia origenes  (Phil.) Schnack & Covas
- Glandularia parodii  Covas & Schnack
- Glandularia perakii  Covas & Schnack
- Glandularia peruviana  (L.) Small
- Glandularia phlogiflora  (Cham.) Schnack & Covas
- Glandularia platensis  (Spreng.) Schnack & Covas
- Glandularia polyantha  Umber
- Glandularia pulchella  (Sweet) Tronc.
- Glandularia pulchra  (Moldenke) Botta
- Glandularia pumila  (Rydb.) Umber
- Glandularia quadrangulata  (A.Heller) Umber
- Glandularia radicata  (Moldenke) Tronc. ex Mulgura
- Glandularia santiaguensis  Covas & Schnack
- Glandularia scrobiculata  (Griseb.) Tronc.
- Glandularia selloi  (Spreng.) Tronc.
- Glandularia sessilis  (Cham.) Tronc.
- Glandularia spectabilis  (Moldenke) Botta
- Glandularia stellarioides  (Cham.) Schnack & Covas
- Glandularia subincana  Tronc.
- Glandularia sulphurea  (D.Don) Schnack & Covas
- Glandularia tampensis  (Nash) Small
- Glandularia tenera  (Spreng.) Cabrera
- Glandularia teucriifolia  (M.Martens & Galeotti) Umber
- Glandularia tristachya  (Tronc. & Burkart) Schnack & Covas
- Glandularia tumidula  (L.M.Perry) Umber
- Glandularia turneri  G.L.Nesom
- Glandularia venturii  (Moldenke) Botta